# Białoruskie Zrzeszenie Studentów
Białoruskie Zrzeszenie Studentów (biał. Беларускае аб’яднанне студэнтаў, Biełaruskaje abjadnannie studentaŭ) – organizacja zrzeszająca studentów, przedstawicieli białoruskiej mniejszości narodowej w Polsce. Działa najprężniej w Białymstoku, gdzie znajduje się siedziba główna. Jest organizatorem festiwalu Basowiszcza.
Zrzeszenie zostało założone w 1981 roku, rozwiązane wraz z wprowadzeniem stanu wojennego i reaktywowane w 1988 roku. Jego przewodniczącym został Eugeniusz Wappa. Służba Bezpieczeństwa dla jego rozpracowania założyła sprawę obiektową „Narew”.